# Leopold Heinrich Vöscher
Leopold Heinrich Vöscher (* 1830 in Wien; † 1. oder 2. Februar 1877 ebenda) war ein österreichischer Landschaftsmaler.

## Leben

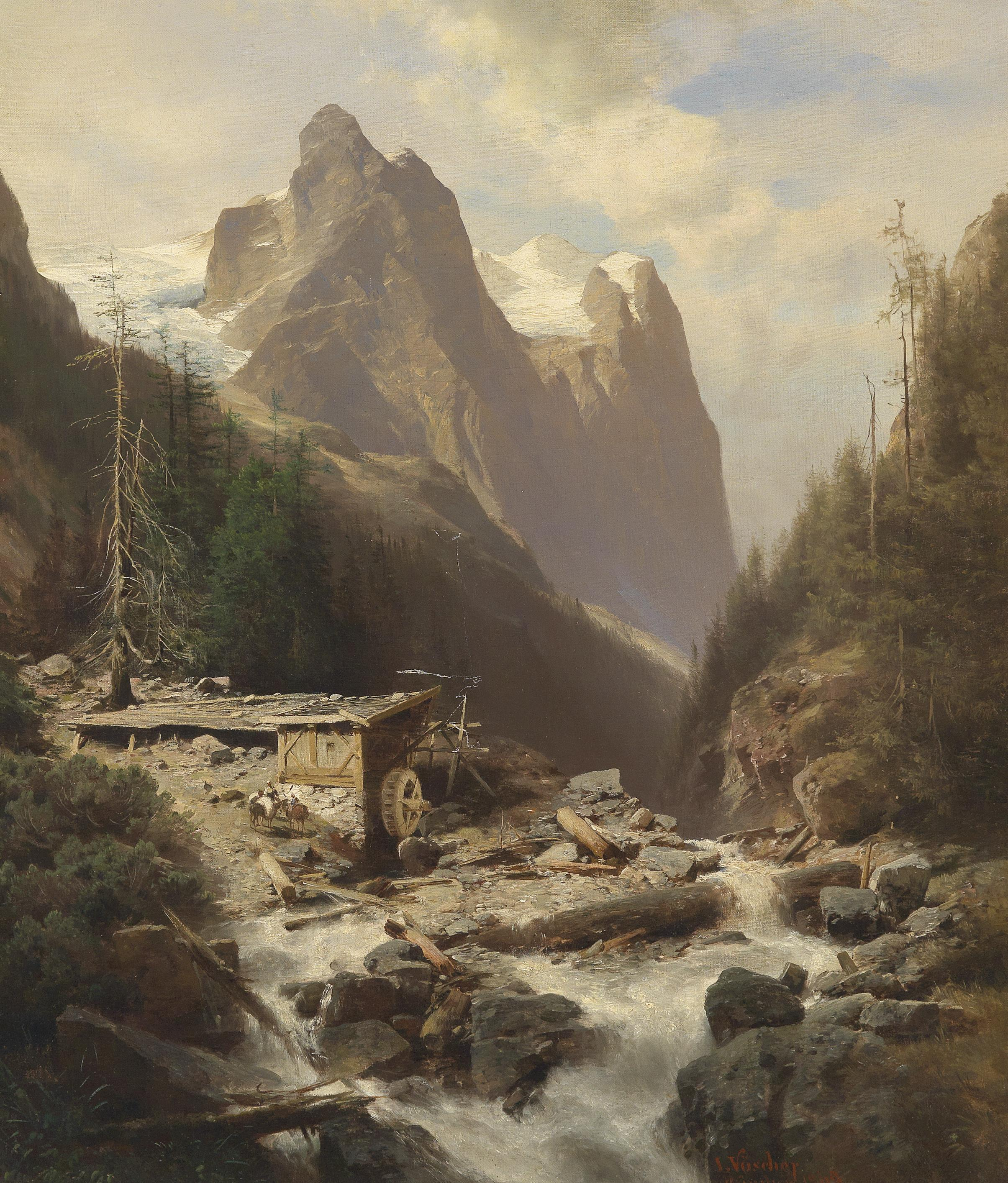
Blick auf die Brentagruppe, Ölgemälde von Leopold Heinrich Vöscher (1869)

Leopold Heinrich Vöschers Interesse an der Kunst wurde in seiner Jugend durch den Landschaftsmaler Anton Hansch geweckt, der sein Talent im Zeichnen, nicht im Malen verortete. Vöscher besuchte ab 1846 die Akademie der bildenden Künste Wien, wo er 1849 seinen ersten Preis erhielt. Im Jahr 1851 verließ er die Akademie, löste sich vom Einfluss Hanschs und wandte sich der Ölmalerei zu.
Er stellte erstmals 1852 im Österreichischen Kunstverein aus und war besonders in seiner Anfangszeit bei Kritik und Publikum erfolgreich. Geschätzt wurden etwa sein Umgang mit der Luftperspektive und der Wirkung von Licht und Schatten. Von 1859 bis 1863 unternahm Vöscher vor allem in den Alpen, die seine bevorzugten Motive waren, ausgedehnte Studienreisen. Diese führten ihn in die Schweiz, nach Oberitalien, Kärnten, Krain und Ungarn sowie in die Salzburger, Tiroler und bayerischen Alpen.
Er übersiedelte 1864 nach München. Im Kunstverein München hatte er oft Ausstellungen. Seinen späteren Werken wurden von Zeitgenossen handwerkliche Schwächen und Manieriertheit vorgehalten. Nach zehn Jahren in München kehrte Vöscher nach Wien zurück. Mit unheilbarem Irrsinn diagnostiziert, starb er 1877 in der Niederösterreichischen Landesirrenanstalt am Brünnlfeld in Wien.
Im Jahr 1958 wurde die Vöschergasse in Wien Inzersdorf (23. Bezirk) nach ihm benannt.